# 妄想症 (角色扮演遊戲)
妄想症（Paranoia）是West End Games在1984年發售的角色扮演遊戲。
遊戲設定舞台是一個混合一九八四(1984,George Owell)、妙想天開(Brazil)、美麗新世界(Brave New World)世界概念的反烏托邦(dystopia)。雖然如此，遊戲設計是以黑色幽默來蓋過其設定的不自由拘束感。
在未來的巨大地底核子避難都市Alpha Complex，由電腦如老大哥般的控制都市的一切，電腦畏懼著對完美社會有威脅的一切，如戶外(Outdoors)、變種人(Mutants)、秘密結社(Secret societies)和共產主義者(communists)。為了處理這些威脅，電腦派遣Trouble shooter去找到威脅並消滅他們。
玩家通常是扮演trouble shooter的角色去追求無法理解或矛盾的任務目標，實驗失敗或實驗性的未來機械玩意並且往往造成他們黑色幽默式的死亡(有五個備用複製)。
本遊戲最大的特點，對於其他(no fun)的角色扮演遊戲過程通常是合作去達成某個目標。但是本作卻是互相陷害並從中得到幽默的效果，因為每個角色都預設為變種人和秘密結社的成員，所以在遊戲過程玩家隨時在找他人的反叛證據，並且可能執行跟電腦指派完全相反的秘密任務，在互相陷害和矛盾之下，遊戲氣氛就如遊戲名稱人人都充滿了被害妄想。
在八零年代冷戰核陰影，新科技的反撲和不適應，此作一炮而紅也是時代的反映。
2004年8月Mongoose Publishing（页面存档备份，存于）出版重製的新作Paranoia XP。

## 发行历史
妄想症已经发行了五个版本。 其中第一版、第二版和第五版三个版本由West End Games出版，而后来的两个版本（妄想症XP和25周年纪念版）则由Mongoose Publishing出版。 除了这五个已出版的版本外，在20世纪90年代末，West End Games尝试开发第三版以取代不太受欢迎的“第五版”，但是由于财务原因停止了这个版本的出版。

### 第一版
ISBN 978-0-87431-025-2，由Greg Costikyan、Dan Gelber 和 Eric Goldberg编写，1984年由West End Games出版。1985年，这个版本的《妄想症》获得了1984年Origins奖最佳角色扮演规则奖。这个版本在鼓励游戏中的黑色幽默的同时采用了相当严肃的反乌托邦基调。而为配合这个版本发行的增刊和冒险则强调了轻松的一面，将戏剧性、团队内部的勾心斗角以及讽刺结合在一起。

### 第二版
ISBN 978-0-87431-018-4，由 Greg Costikyan、Dan Gelber、Eric Goldberg、Ken Rolston 和 Paul Murphy编写，1987年由West End Games出版。这个版本可以看作是一个响应轻、快速、娱乐性强游戏风格的发展的路线走向规则。在这版规则，生活在一个多疑的反乌托邦社会的幽默性被强调，同时规则相比第一版被大大简化。

### “第五版”
ISBN 978-0-87431-171-6，由 West End Games 于1995年出版，实际上是游戏的第三版。这版的定名开玩笑的跳过了两个版本，也可能是为了作为《规则速成手册》（Second Edition with the Crash Course Manual）和《妄想狂资源手册》（Paranoia Sourcebook）第二版有效期间发布的游戏的主要修订版。但由于其差劲的商业评价和接受度，它已被当时版本的作者宣布为“非正式发布产品”。几乎没有原创制作人员参与其中，而且这一版的书很少关注于Alpha Complex的黑色幽默和压抑本质，而更多关注廉价的流行文化恶搞，比如《吸血鬼之避世》的模仿。 除了较轻，荒唐的氛围，玩家们也不喜欢新版的廉价制作，其中大多数内部图片为极其卡通和粗略的插图，而不是更详细和主题恰当的由Jim Holloway绘制的旧版本插图。

### 未发布的第三版
在“第五版”得到的极度负面反响之后，West End Games便开始计划发行新版本的游戏规则，即所谓的“第三版”。这个计划版本曾在1997年的Gen Con上展出过，那是在“第五版”发布的两年后。但是由于West End Games出现的财务问题，该版本被迫中止。在1999年的一次采访中，West End Games的斯科特·帕尔特(Scott Palter)表示，希望第三版能在那年夏季出版；但同时，他也透露，游戏最初的设计师们为收回游戏的版权已经开始进入了诉讼程序。最终设计师们成功拿回了游戏的版权，因而也中止了West End Games这版游戏发行的可能性。
但同时已经有该版本的模组泄露，其中包含了这个“第三版”规则的简短摘要。

## 获得奖项
- 《妄想症》赢得了1942年Origins奖的最佳角色扮演规则奖[4] 。
- 《妄想症》在2007年入选了Origins奖名人堂[5]。